# Effectifs du championnat du monde masculin de basket-ball 2006
Cet article est un complément de Championnat du monde de basket masculin 2006 afin de présenter les effectifs lors de ce mondial japonais.

## Groupe A

### Argentine
| #  | Nom                | Poste | Date de Naissance | Taille | Club actuel                            |
| -- | ------------------ | ----- | ----------------- | ------ | -------------------------------------- |
| 4  | Luis Scola         | 4     | 30 avril 1980     | 204 cm | Tau Vitoria, Espagne                   |
| 5  | Emanuel Ginóbili   | 1-2   | 28 juillet 1977   | 198 cm | Spurs de San Antonio, NBA (États-Unis) |
| 6  | Pepe Sánchez       | 1     | 8 mai 1977        | 194 cm | Unicaja Málaga, Espagne                |
| 7  | Fabricio Oberto    | 5     | 21 mars 1975      | 208 cm | Spurs de San Antonio, NBA (États-Unis) |
| 8  | Wálter Herrmann    | 3     | 26 juin 1979      | 203 cm | Unicaja Málaga, Espagne                |
| 9  | Gabriel Fernández  | 4     | 23 octobre 1976   | 204 cm | Whirlpool Varese, Italie               |
| 10 | Carlos Delfino     | 1-2   | 29 août 1982      | 200 cm | Pistons de Détroit, NBA (États-Unis)   |
| 11 | Pablo Prigioni     | 1     | 17 mai 1977       | 186 cm | Tau Vitoria, Espagne                   |
| 12 | Leonardo Gutiérrez | 3     | 16 mai 1978       | 201 cm | Boca Juniors, Argentine                |
| 13 | Andrés Nocioni     | 3     | 30 novembre 1979  | 201 cm | Bulls de Chicago, NBA (États-Unis)     |
| 14 | Daniel Farabello   | 1-2   | 18 octobre 1973   | 194 cm | Whirlpool Varese, Italie               |
| 15 | Rubén Wolkowyski   | 5     | 30 septembre 1973 | 208 cm | Khimki, Russie                         |

Sélectionneur :  Sergio Hernández
Assisté de : 

### France
| #  | Nom              | Poste | Date de Naissance | Taille | Club actuel                                |
| -- | ---------------- | ----- | ----------------- | ------ | ------------------------------------------ |
| 4  | Joseph Gomis     | 1-2   | 2 juillet 1978    | 180 cm | Forum Valladolid, Espagne                  |
| 5  | Mickaël Gelabale | 3     | 22 mai 1983       | 200 cm | Real Madrid, Espagne                       |
| 6  | Aymeric Jeanneau | 1     | 10 octobre 1978   | 185 cm | Strasbourg IG, France                      |
| 7  | Laurent Foirest  | 3     | 18 septembre 1973 | 197 cm | Pau-Orthez, France                         |
| 8  | Mickaël Piétrus  | 3     | 7 février 1982    | 197 cm | Warriors de Golden State, NBA (États-Unis) |
| 9  | Mamoutou Diarra  | 3     | 21 mai 1980       | 198 cm | Élan sportif chalonnais, France            |
| 10 | Yannick Bokolo   | 1-2   | 19 juin 1985      | 188 cm | Le Mans, France                            |
| 11 | Florent Piétrus  | 4     | 19 janvier 1981   | 199 cm | Unicaja Málaga, Espagne                    |
| 12 | Johan Petro      | 5     | 27 janvier 1986   | 213 cm | Supersonics de Seattle, NBA (États-Unis)   |
| 13 | Boris Diaw       | 1-3-5 | 16 avril 1982     | 203 cm | Suns de Phoenix, NBA (États-Unis)          |
| 14 | Ronny Turiaf     | 4-5   | 13 janvier 1983   | 206 cm | Lakers de Los Angeles, NBA (États-Unis)    |
| 15 | Frédéric Weis    | 5     | 22 juin 1977      | 218 cm | CBD Bilbao, Espagne                        |

Sélectionneur : Claude Bergeaud
Assisté de :  Yves Baratet, Jacques Commères, Jean-Aimé Toupane

### Liban
| #  | Nom                   | Poste | Date de Naissance | Taille | Club actuel        |
| -- | --------------------- | ----- | ----------------- | ------ | ------------------ |
| 4  | Jean Abdelnour        | 3     | 29 novembre 1983  | 198 cm | Blue Stars, Liban  |
| 5  | Hussein Tawbe         | 4     | 26 juillet 1982   | 195 cm | Riyadi, Liban      |
| 6  | Ali Mahmoud           | 1     | 28 mai 1983       | 182 cm | Riyadi, Liban      |
| 7  | Rony Fahed            | 1     | 6 novembre 1981   | 183 cm | Blue Stars, Liban  |
| 8  | Omar el-Turk          | 1     | 30 septembre 1981 | 184 cm | Riyadi, Liban      |
| 9  | Brian Beshara-Feghali | 2-3   | 30 décembre 1977  | 204 cm | Champville, Liban  |
| 10 | Roy Samaha            | 5     | 12 septembre 1984 | 205 cm | Blue Stars, Liban  |
| 11 | Joseph Vogel          | 5     | 15 septembre 1973 | 212 cm | Club Riyadi, Liban |
| 12 | Ali Fakhreddine       | 3     | 3 avril 1983      | 202 cm | Riyadi, Liban      |
| 13 | Sabah Khoury          | 2-3   | 10 novembre 1982  | 195 cm | Champville, Liban  |
| 14 | Bassem Balaa          | 3     | 10 juillet 1981   | 198 cm | Sagesse, Liban     |
| 15 | Fady el-Khatib        | 3     | 1er janvier 1979  | 198 cm | Sagesse, Liban     |

Sélectionneur : Paul Coughter
Assisté de : 

### Nigeria
| #  | Nom                | Poste | Date de Naissance | Taille | Club actuel                          |
| -- | ------------------ | ----- | ----------------- | ------ | ------------------------------------ |
| 4  | Josh Akognon       | 2     | 10 février 1986   | 189 cm | Washington State, États-Unis         |
| 5  | Ekenechukwu Ibekwe | 4     | 19 juillet 1985   | 206 cm | Maryland, États-Unis                 |
| 6  | Chamberlain Oguchi | 2     | 28 avril 1986     | 196 cm | Oregon State, États-Unis             |
| 7  | Ime Udoka          | 3     | 9 août 1977       | 196 cm | Knicks de New York, NBA (États-Unis) |
| 8  | Ebi Ere            | 2     | 3 août 1981       | 196 cm | Liège Basket, Belgique               |
| 9  | Ngutor Jeff Varem  | 3     | 16 juillet 1983   | 195 cm | Pau-Orthez, France                   |
| 10 | Julius Nwosu       | 5     | 5 janvier 1971    | 208 cm | Al Jalaa, Syrie                      |
| 11 | Derrick Obasohan   | 3-4   | 18 avril 1981     | 198 cm | Belenenses, Portugal                 |
| 12 | Tunji Femi Awojobi | 3     | 30 juillet 1973   | 198 cm | Maccabi Ironi Ramat Gan, Israël      |
| 13 | Nnadubem Muoneke   | 3     | 7 février 1978    | 200 cm | Séoul, Corée du Sud                  |
| 14 | Aloysius Anagonye  | 4     | 10 février 1981   | 205 cm | Joventut de Badalona, Espagne        |
| 15 | Ikenna Nwankwo     | 5     | 27 décembre 1973  | 209 cm | Ovarense, Portugal                   |

Sélectionneur :  Sam Vincent
Assisté de : 

### Serbie-et-Monténégro
| #  | Nom               | Poste | Date de Naissance | Taille | Club actuel                        |
| -- | ----------------- | ----- | ----------------- | ------ | ---------------------------------- |
| 4  | Bojan Popović     | 1     | 13 février 1983   | 191 cm | Dynamo Moscou, Russie              |
| 5  | Branko Jorović    | 4-5   | 27 novembre 1981  | 205 cm | Akasvayu Girona, Espagne           |
| 6  | Vule Avdalović    | 1-2   | 24 novembre 1981  | 194 cm | Pamesa Valencia, Espagne           |
| 7  | Miroslav Raičević | 4     | 13 juillet 1981   | 208 cm | Dynamo Moscou, Russie              |
| 8  | Igor Rakočević    | 1-2   | 29 mars 1978      | 194 cm | Real Madrid, Espagne               |
| 9  | Mile Ilić         | 5     | 2 juin 1984       | 215 cm | FMP Zeleznik, Serbie-et-Monténégro |
| 10 | Uroš Tripković    | 2     | 11 septembre 1986 | 195 cm | Partizan, Serbie-et-Monténégro     |
| 11 | Darko Miličić     | 5     | 20 juin 1985      | 212 cm | Orlando Magic, NBA (États-Unis)    |
| 12 | Goran Nikolić     | 4-5   | 1er juillet 1976  | 205 cm | MMT Estudiantes, Espagne           |
| 13 | Marko Marinović   | 1-2   | 15 mars 1983      | 183 cm | Akasvayu Girona, Espagne           |
| 14 | Ognjen Aškrabić   | 4-5   | 28 juillet 1979   | 207 cm | Dynamo Saint-Pétersbourg, Russie   |
| 15 | Kosta Perović     | 5     | 19 février 1985   | 217 cm | Partizan, Serbie-et-Monténégro     |

Sélectionneur : Dragan Šakota
Assisté de :  Saša Obradović

### Venezuela
| #  | Nom                   | Poste | Date de Naissance | Taille | Club actuel                         |
| -- | --------------------- | ----- | ----------------- | ------ | ----------------------------------- |
| 4  | Víctor David Díaz     | 3     | 4 février 1968    | 198 cm | Cocodrilos de Caracas, Venezuela    |
| 5  | Pablo Machado         | 4-5   | 25 avril 1977     | 207 cm | Guaros de Lara, Venezuela           |
| 6  | Ernesto Mijares       | 1     | 30 septembre 1976 | 190 cm | Marinos de Anzoategui, Venezuela    |
| 7  | Richard Lugo          | 5     | 7 mai 1973        | 209 cm | Trotamundos de Carabobo, Venezuela  |
| 8  | Tomás Aguilera        | 4-5   | 25 septembre 1977 | 197 cm | Trotamundos de Carabobo, Venezuela  |
| 9  | Óscar Torres          | 1-2   | 18 décembre 1976  | 195 cm | BC Khimki, Russie                   |
| 10 | Carlos Cedeño         | 1     | 23 octobre 1985   | 194 cm | Guaiqueríes de Margarita, Venezuela |
| 11 | Miguel Ángel Marriaga | 5     | 6 juin 1984       | 205 cm | Gaiteros del Zulia, Venezuela       |
| 12 | Gregory Vallenilla    | 2-3   | 8 septembre 1979  | 198 cm | Guaiqueríes de Margarita, Venezuela |
| 13 | Alejandro Barrios     | 3-4   | 24 avril 1979     | 205 cm | Trotamundos de Carabobo, Venezuela  |
| 14 | Herbert Bayona        | 5     | 26 avril 1978     | 211 cm | Guaiqueríes de Margarita, Venezuela |
| 15 | Carlos Morris         | 2-3   | 10 novembre 1975  | 194 cm | Gatos de Monagas, Venezuela         |

Sélectionneur :  Nestor Salazar
Assisté de : 

## Groupe B

### Allemagne
| #  | Nom               | Poste | Date de Naissance | Taille | Club actuel                           |
| -- | ----------------- | ----- | ----------------- | ------ | ------------------------------------- |
| 4  | Mithat Demirel    | 1     | 10 mai 1978       | 181 cm | Beşiktaş, Turquie                     |
| 5  | Ademola Okulaja   | 4     | 10 juillet 1975   | 202 cm | BC Khimki, Russie                     |
| 6  | Sven Schultze     | 3     | 11 juillet 1978   | 208 cm | Armani Jeans Milano, Italie           |
| 7  | Robert Garrett    | 2-3   | 18 mars 1977      | 192 cm | GHP Bamberg, Allemagne                |
| 8  | Johannes Herber   | 2-3   | 17 janvier 1983   | 197 cm | ALBA Berlin, Allemagne                |
| 9  | Steffen Hamann    | 1-2   | 14 juin 1977      | 186 cm | GHP Bamberg, Allemagne                |
| 10 | Demond Greene     | 1-2   | 15 juin 1979      | 185 cm | ALBA Berlin, Allemagne                |
| 11 | Pascal Roller     | 1     | 20 novembre 1976  | 180 cm | Francfort Skyliners, Allemagne        |
| 12 | Guido Grünheid    | 4     | 25 octobre 1982   | 206 cm | RheinEnergie Cologne, Allemagne       |
| 13 | Patrick Femerling | 5     | 4 mars 1975       | 215 cm | Caja San Fernando, Espagne            |
| 14 | Dirk Nowitzki     | 4     | 19 juin 1978      | 213 cm | Mavericks de Dallas, NBA (États-Unis) |
| 15 | Jan-Hendrik Jagla | 4-5   | 25 juin 1981      | 213 cm | ALBA Berlin, Allemagne                |

Sélectionneur : Dirk Bauermann
Assisté de : 

### Angola
| #  | Nom               | Poste | Date de Naissance | Taille | Club actuel                       |
| -- | ----------------- | ----- | ----------------- | ------ | --------------------------------- |
| 4  | Olímpio Cipriano  | 3     | 9 avril 1982      | 192 cm | Primeiro de Agosto, Angola        |
| 5  | Armando Costa     | 1-2   | 3 juin 1983       | 191 cm | Primeiro de Agosto, Angola        |
| 6  | Carlos Morais     | 1-2   | 16 octobre 1985   | 190 cm | Petro Atlético, Angola            |
| 7  | Milton Barros     | 1     | 21 juin 1984      | 184 cm | Petro Atlético, Angola            |
| 8  | Luis Costa        | 1-2   | 7 juin 1978       | 194 cm | Petro Atlético, Angola            |
| 9  | Antonio Carvalho  | 2     | 20 février 1969   | 193 cm | Petro Atlético, Angola            |
| 10 | Joaquim Gomes     | 4     | 23 décembre 1980  | 202 cm | Eiffel Towers Den Bosch, Pays-Bas |
| 11 | Emanuel Neto      | 5     | 15 mai 1984       | 201 cm | Atlético Aviação, Angola          |
| 12 | Abdel-Aziz Moussa | 5     | 8 avril 1980      | 204 cm | Primeiro de Agosto, Angola        |
| 13 | Carlos Almeida    | 2     | 24 septembre 1976 | 192 cm | Primeiro de Agosto, Angola        |
| 14 | Miguel Lutonda    | 2     | 24 décembre 1971  | 186 cm | Primeiro de Agosto, Angola        |
| 15 | Eduardo Mingas    | 3-5   | 29 janvier 1979   | 196 cm | Primeiro de Agosto, Angola        |

Sélectionneur : Alberto de Carvalho
Assisté de : 

### Espagne
| #  | Nom                  | Poste | Date de Naissance | Taille | Club actuel                            |
| -- | -------------------- | ----- | ----------------- | ------ | -------------------------------------- |
| 4  | Pau Gasol            | 4-5   | 6 juillet 1980    | 215 cm | Grizzlies de Memphis, NBA (États-Unis) |
| 5  | Rudy Fernández       | 2     | 4 avril 1985      | 196 cm | Joventut de Badalona, Espagne          |
| 6  | Carlos Cabezas       | 1     | 14 novembre 1980  | 187 cm | Unicaja Málaga, Espagne                |
| 7  | Juan Carlos Navarro  | 2     | 13 juin 1980      | 191 cm | FC Barcelone, Espagne                  |
| 8  | José Manuel Calderón | 1     | 28 septembre 1981 | 190 cm | Raptors de Toronto, NBA (Canada)       |
| 9  | Felipe Reyes         | 3-5   | 16 mars 1980      | 206 cm | Real Madrid, Espagne                   |
| 10 | Carlos Jiménez       | 3     | 10 février 1976   | 204 cm | MMT Estudiantes, Espagne               |
| 11 | Sergio Rodríguez     | 1     | 12 juin 1986      | 189 cm | MMT Estudiantes, Espagne               |
| 12 | Berni Rodríguez      | 2     | 7 juin 1980       | 197 cm | Unicaja Málaga, Espagne                |
| 13 | Marc Gasol           | 5     | 29 janvier 1985   | 212 cm | FC Barcelone, Espagne                  |
| 14 | Álex Mumbrú          | 3     | 12 juin 1979      | 202 cm | Joventut de Badalona, Espagne          |
| 15 | Jorge Garbajosa      | 4     | 19 décembre 1977  | 204 cm | Unicaja Málaga, Espagne                |

Sélectionneur : José Vicente Hernández
Assisté de : 

### Japon
| #  | Nom                | Poste | Date de Naissance | Taille | Club actuel             |
| -- | ------------------ | ----- | ----------------- | ------ | ----------------------- |
| 4  | Takuya Kawamura    | 1     | 24 avril 1986     | 191 cm | OSG Phoenix, Japon      |
| 5  | Daiji Yamada       | 4     | 8 juin 1981       | 200 cm | Alvark, Japon           |
| 6  | Ryota Sakurai      | 2     | 13 mars 1983      | 194 cm | Alvark, Japon           |
| 7  | Kei Igarashi       | 1     | 7 mai 1980        | 180 cm | Sunrockers, Japon       |
| 8  | Shinsuke Kashiwagi | 1-2   | 22 décembre 1981  | 183 cm | Sunrockers, Japon       |
| 9  | Takehiko Orimo     | 2     | 14 mai 1970       | 190 cm | Alvark, Japon           |
| 10 | Kousuke Takeuchi   | 4     | 29 janvier 1985   | 205 cm | Université Keiō, Japon  |
| 11 | Tomoo Amino        | 3     | 25 septembre 1980 | 196 cm | Seahorses, Japon        |
| 12 | Takahiro Setsumasa | 1     | 19 mai 1972       | 180 cm | Brave Thunders, Japon   |
| 13 | Satoru Furuta      | 3-5   | 3 août 1971       | 199 cm | Alvark, Japon           |
| 14 | Shunsuke Ito       | 5     | 27 juin 1979      | 202 cm | Brave Thunders, Japon   |
| 15 | Joji Takeuchi      | 4     | 29 janvier 1985   | 205 cm | Université Tōkai, Japon |

Sélectionneur : Željko Pavličević
Assisté de : 

### Nouvelle-Zélande
| #  | Nom            | Poste | Date de Naissance | Taille | Club actuel                                     |
| -- | -------------- | ----- | ----------------- | ------ | ----------------------------------------------- |
| 4  | Mark Dickel    | 1     | 21 décembre 1976  | 187 cm | Lokomotiv Rostov, Russie                        |
| 5  | Aaron Olson    | 1-2   | 11 mai 1978       | 195 cm | New Zealand Breakers, NBL (Australie/N.Zélande) |
| 6  | Kirk Penney    | 1-2   | 23 novembre 1980  | 196 cm | Maccabi Tel-Aviv, Israël                        |
| 7  | Paul Henare    | 1     | 4 mars 1979       | 182 cm | New Zealand Breakers, NBL (Australie/N.Zélande) |
| 8  | Phil Jones     | 2     | 25 novembre 1974  | 197 cm | Cantù, Italie                                   |
| 9  | Paora Winitana | 2-3   | 6 décembre 1976   | 195 cm | G&H Hawks, NBL (Nouvelle-Zélande)               |
| 10 | Dillon Boucher | 1-2   | 27 décembre 1975  | 195 cm | Brisbane Bullets, NBL (Australie)               |
| 11 | Pero Cameron   | 3-4   | 5 juin 1974       | 200 cm | Bandirma Banvitspor, Turquie                    |
| 12 | Mika Vukona    | 4     | 13 mai 1982       | 197 cm | Nelson Giants, NBL (Nouvelle-Zélande)           |
| 13 | Casey Frank    | 3     | 23 octobre 1977   | 205 cm | Auckland Stars, NBL (Nouvelle-Zélande)          |
| 14 | Craig Bradshaw | 4-5   | 18 juillet 1983   | 208 cm | Université de Winthrop, NCAA (États-Unis)       |
| 15 | Tony Rampton   | 5     | 30 mai 1976       | 213 cm | Wollongong Hawks, NBL (Australie)               |

Sélectionneur : Thomas Anthony Baldwin
Assisté de : 

### Panama
| #  | Nom               | Poste | Date de Naissance | Taille | Club actuel                                 |
| -- | ----------------- | ----- | ----------------- | ------ | ------------------------------------------- |
| 4  | Ruben Garces      | 4-5   | 17 octobre 1973   | 206 cm | Pamesa Valencia, Espagne                    |
| 5  | Jair Peralta      | 1     | 5 janvier 1976    | 179 cm | Panteras de Miranda, Venezuela              |
| 6  | Rubén Douglas     | 2     | 30 octobre 1979   | 193 cm | MBK Dynamo Moscou, Russie                   |
| 7  | Maximiliano Gomez | 2-3   | 18 décembre 1975  | 192 cm | Los Toros del Chorrillo, Panama             |
| 8  | Kevin Daley       | 3     | 7 octobre 1976    | 196 cm | Harlem Globetrotters, États-Unis            |
| 9  | Jamaal Levy       | 4-5   | 8 janvier 1973    | 206 cm | Atletico Bigua, Uruguay                     |
| 10 | Dionisio Gomez    | 3     | 7 avril 1980      | 203 cm | Central Entrerriano Gualeguaychu, Argentine |
| 11 | Michael Hicks     | 2     | 4 août 1976       | 191 cm | Andrea Costa Imola, Italie                  |
| 12 | Eduardo Cota      | 1     | 19 mai 1976       | 187 cm | FC Barcelone, Espagne                       |
| 13 | Antonio Garcia    | 3-5   | 11 mai 1976       | 203 cm | Estudiantes Olavarria                       |
| 14 | Jaime Lloreda     | 3-5   | 11 octobre 1980   | 203 cm | Lokomotiv Rostov, Russie                    |
| 15 | Eric Cardenas     | 5     | 29 novembre 1973  | 206 cm | Defensor Sporting Club, Uruguay             |

Sélectionneur : Guillermo Vecchio
Assisté de : 

## Groupe C

### Australie
| #  | Nom              | Poste | Date de Naissance | Taille | Club actuel                             |
| -- | ---------------- | ----- | ----------------- | ------ | --------------------------------------- |
| 4  | Andrew Bogut     | 5     | 28 novembre 1984  | 212 cm | Bucks de Milwaukee, NBA (États-Unis)    |
| 5  | David Barlow     | 3-4   | 22 octobre 1983   | 205 cm | Sydney Kings, NBL (Australie)           |
| 6  | Sam MacKinnon    | 2-3   | 25 août 1976      | 197 cm | Brisbane Bullets, NBL (Australie)       |
| 7  | Luke Kendall     | 2     | 25 mai 1978       | 193 cm | Sydney Kings, NBL (Australie)           |
| 8  | Brad Newley      | 3     | 18 février 1982   | 200 cm | Townsville Crocodiles, NBL (Australie)  |
| 9  | CJ Bruton        | 1     | 13 décembre 1978  | 188 cm | Brisbane Bullets, NBL (Australie)       |
| 10 | Jason Smith      | 2-3   | 20 octobre 1974   | 194 cm | Sydney Kings, NBL (Australie)           |
| 11 | Mark Worthington | 2-3   | 8 juin 1983       | 202 cm | Sydney Kings, NBL (Australie)           |
| 12 | Daniel Kickert   | 4     | 29 mai 1983       | 209 cm | Saint Mary's College, NCAA (États-Unis) |
| 13 | Russell Hinder   | 4     | 10 juillet 1975   | 208 cm | Sydney Kings, NBL (Australie)           |
| 14 | Aaron Bruce      | 1-2   | 19 décembre 1984  | 191 cm | Baylor Bears, NCAA (États-Unis)         |
| 15 | Wade Helliwell   | 5     | 10 mai 1979       | 212 cm | Lottomatica Rome, Italie                |

Sélectionneur : Brian Goorjian
Assisté de : 

### Brésil
| #  | Nom                  | Poste | Date de Naissance | Taille | Club actuel                              |
| -- | -------------------- | ----- | ----------------- | ------ | ---------------------------------------- |
| 4  | Marcelo Machado      | 2     | 12 avril 1975     | 201 cm | Unit Uberlândia, Brésil                  |
| 5  | Nezinho dos Santos   | 1     | 21 janvier 1981   | 185 cm | Ribeirão Preto, Brésil                   |
| 6  | Murilo Becker        | 4-5   | 14 juillet 1983   | 208 cm | Sao Paulo, Brésil                        |
| 7  | Estevam Ferreira     | 5     | 24 juillet 1978   | 211 cm | Unit Uberlândia, Brésil                  |
| 8  | Leandro Barbosa      | 2     | 28 novembre 1982  | 192 cm | Suns de Phoenix, NBA (États-Unis)        |
| 9  | Marcelo Huertas      | 1     | 25 mai 1983       | 190 cm | Joventut de Badalona, Espagne            |
| 10 | Alex Garcia          | 1-2   | 4 mars 1980       | 189 cm | Ribeirão Preto, Brésil                   |
| 11 | Anderson Varejão     | 3-5   | 28 septembre 1982 | 207 cm | Cavaliers de Cleveland, NBA (États-Unis) |
| 12 | Guilherme Giovannoni | 3     | 2 juin 1980       | 204 cm | BC Kiev, Ukraine                         |
| 13 | Caio Torres          | 5     | 3 juin 1987       | 211 cm | Rayet Guadalajara, Espagne               |
| 14 | André Bambu Quirino  | 4     | 4 août 1979       | 205 cm | Pamesa Castellon, Espagne                |
| 15 | Tiago Splitter       | 3-5   | 1er janvier 1985  | 210 cm | Tau Vitoria, Espagne                     |

Sélectionneur :  Lula Ferreira
Assisté de : 

### Grèce
| #  | Nom                     | Poste | Date de Naissance | Taille | Club actuel              |
| -- | ----------------------- | ----- | ----------------- | ------ | ------------------------ |
| 4  | Theódoros Papaloukás    | 1     | 8 mai 1977        | 200 cm | CSKA Moscou, Russie      |
| 5  | Sofoklís Schortsianítis | 3-5   | 22 juin 1985      | 206 cm | Olympiakos, Grèce        |
| 6  | Níkos Zísis             | 1-2   | 16 août 1983      | 195 cm | Benetton Trévise, Italie |
| 7  | Vasílios Spanoúlis      | 1-2   | 7 août 1982       | 192 cm | Panathinaïkos, Grèce     |
| 8  | Panayótis Vassilópoulos | 4     | 8 février 1984    | 203 cm | Olympiakos, Grèce        |
| 9  | Antónios Fótsis         | 4     | 1er avril 1981    | 209 cm | Dynamo Moscou, Russie    |
| 10 | Níkos Chatzivréttas     | 2-3   | 26 mai 1977       | 197 cm | Panathinaïkos, Grèce     |
| 11 | Dímos Dikoúdis          | 4-5   | 24 juin 1977      | 205 cm | Pamesa Valencia, Espagne |
| 12 | Konstantínos Tsartsarís | 4-5   | 17 octobre 1979   | 209 cm | Panathinaïkos, Grèce     |
| 13 | Dimítris Diamantídis    | 1-2   | 6 mai 1980        | 196 cm | Panathinaïkos, Grèce     |
| 14 | Lázaros Papadópoulos    | 5     | 3 juin 1980       | 210 cm | Dynamo Moscou, Russie    |
| 15 | Michaíl Kakioúzis       | 4     | 29 novembre 1976  | 207 cm | FC Barcelone, Espagne    |

Sélectionneur :  Panayótis Yannákis
Assisté de : 

### Lituanie
| #  | Nom                 | Poste | Date de Naissance | Taille | Club actuel                                      |
| -- | ------------------- | ----- | ----------------- | ------ | ------------------------------------------------ |
| 4  | Tomas Delininkaitis | 2-3   | 11 juin 1982      | 190 cm | Lietuvos Rytas Vilnius, Lituanie                 |
| 5  | Mindaugas Žukauskas | 3     | 24 août 1975      | 201 cm | Montepaschi Siena, Italie                        |
| 6  | Arvydas Macijauskas | 1     | 19 janvier 1980   | 192 cm | Hornets de La Nouvelle-Orléans, NBA (États-Unis) |
| 7  | Darjuš Lavrinovič   | 4-5   | 1er novembre 1979 | 210 cm | Žalgiris Kaunas, Lituanie                        |
| 8  | Giedrius Gustas     | 1     | 4 mars 1980       | 190 cm | LU Riga, Lettonie                                |
| 9  | Darius Songaila     | 3     | 14 février 1978   | 204 cm | Bulls de Chicago, NBA (États-Unis)               |
| 10 | Mantas Kalnietis    | 1     | 6 septembre 1986  | 195 cm | Žalgiris Kaunas, Lituanie                        |
| 11 | Linas Kleiza        | 4     | 3 janvier 1985    | 203 cm | Nuggets de Denver, NBA (États-Unis)              |
| 12 | Kšyštof Lavrinovič  | 4-5   | 1er novembre 1979 | 210 cm | Unics Kazan, Russie                              |
| 13 | Simas Jasaitis      | 2-3   | 26 mars 1982      | 200 cm | Lietuvos Rytas Vilnius, Lituanie                 |
| 14 | Paulius Jankūnas    | 4     | 29 avril 1984     | 205 cm | Žalgiris Kaunas, Lituanie                        |
| 15 | Robertas Javtokas   | 5     | 20 mars 1980      | 210 cm | Lietuvos Rytas Vilnius, Lituanie                 |

Sélectionneur :  Antanas Sireika
Assisté de : 

### Qatar
| #  | Nom                       | Poste | Date de Naissance | Taille | Club actuel                  |
| -- | ------------------------- | ----- | ----------------- | ------ | ---------------------------- |
| 4  | Khalid Masoud Al Nasr     | 1     | 10 septembre 1980 | 175 cm | Al-Arabi Sports Club, Qatar  |
| 5  | Malek Saleem Abdullah     | 3     | 13 mai 1985       | 195 cm | Al-Rayyan Sports Club, Qatar |
| 6  | Saad Abdulrahman Ali (en) | 1     | 2 mai 1985        | 188 cm | Al Sadd Sports Club, Qatar   |
| 7  | Daoud Mosa Daoud (en)     | 1-2   | 2 février 1982    | 193 cm | Qatar Sports Club, Qatar     |
| 8  | Khalid Suliman Abdi       | 2-3   | 7 février 1987    | 196 cm | Al Sadd Sports Club, Qatar   |
| 9  | Ali Turki Ali             | 3-4   | 10 janvier 1982   | 200 cm | Army team, Qatar             |
| 10 | Baker Ahmad Mohammed      | 3     | 11 août 1986      | 198 cm | Army team, Qatar             |
| 11 | Erfan Ali Saeed (en)      | 3-4   | 20 décembre 1983  | 198 cm | Al-Rayyan Sports Club, Qatar |
| 12 | Mohammed Saleem Abdullah  | 5     | 17 juillet 1982   | 205 cm | Al-Rayyan Sports Club, Qatar |
| 13 | Hammam Omer Ismail        | 4     | 15 septembre 1983 | 200 cm | Al-Wakrah Sports Club, Qatar |
| 14 | Hashim Zaidan (en)        | 5     | 13 août 1980      | 208 cm | Al Ahli Sports Club, Qatar   |
| 15 | Omer Abgader Salem        | 5     | 1er octobre 1983  | 205 cm | Al-Rayyan Sports Club, Qatar |

Sélectionneur :  Joseph Anthony Stiebing III
Assisté de : 

### Turquie
| #  | Nom             | Poste | Date de Naissance | Taille | Club actuel                                        |
| -- | --------------- | ----- | ----------------- | ------ | -------------------------------------------------- |
| 4  | Cenk Akyol      | 2-3   | 16 avril 1987     | 198 cm | Efes Pilsen Istanbul, Turquie                      |
| 5  | Ermal Kurtoğlu  | 5     | 12 février 1980   | 206 cm | Efes Pilsen Istanbul, Turquie                      |
| 6  | Engin Atsür     | 1     | 2 avril 1984      | 194 cm | North Carolina State University, NCAA (États-Unis) |
| 7  | Ender Arslan    | 1     | 13 janvier 1983   | 188 cm | Efes Pilsen Istanbul, Turquie                      |
| 8  | Ersan Ilyasova  | 3-4   | 15 mai 1987       | 208 cm | Bucks de Milwaukee, NBA (États-Unis)               |
| 9  | Serkan Erdoğan  | 2     | 30 août 1978      | 194 cm | TAU Cerámica, Espagne                              |
| 10 | İbrahim Kutluay | 2-3   | 7 janvier 1974    | 198 cm | Fenerbahçe Ülkerspor, Turquie                      |
| 11 | Fatih Solak     | 5     | 25 juillet 1980   | 214 cm | Galatasaray Cafe Crown, Turquie                    |
| 12 | Kerem Gönlüm    | 5     | 22 novembre 1977  | 207 cm | Efes Pilsen Istanbul, Turquie                      |
| 13 | Semih Erden     | 4     | 28 juillet 1986   | 211 cm | Fenerbahçe Ülkerspor, Turquie                      |
| 14 | Kaya Peker      | 4-5   | 2 août 1980       | 207 cm | TAU Cerámica, Espagne                              |
| 15 | Hakan Demirel   | 1     | 7 mai 1986        | 190 cm | Fenerbahçe Ülkerspor, Turquie                      |

Sélectionneur :  Bogdan Tanjević
Assisté de : 

## Groupe D

### États-Unis d'Amérique
| #  | Nom             | Poste | Date de Naissance | Taille | Club actuel                                      |
| -- | --------------- | ----- | ----------------- | ------ | ------------------------------------------------ |
| 4  | Joe Johnson     | 2-3   | 29 juin 1981      | 2,00 m | Hawks d'Atlanta, NBA (États-Unis)                |
| 5  | Kirk Hinrich    | 1     | 9 janvier 1981    | 1,90 m | Bulls de Chicago, NBA (États-Unis)               |
| 6  | LeBron James    | 2-3   | 30 décembre 1984  | 2,03 m | Cavaliers de Cleveland, NBA (États-Unis)         |
| 7  | Antawn Jamison  | 4     | 12 juin 1976      | 2,06 m | Wizards de Washington, NBA (États-Unis)          |
| 8  | Shane Battier   | 3-4   | 9 septembre 1978  | 2,03 m | Rockets de Houston, NBA (États-Unis)             |
| 9  | Dwyane Wade     | 1-2   | 17 janvier 1982   | 1,93 m | Heat de Miami, NBA (États-Unis)                  |
| 10 | Chris Paul      | 1     | 6 mai 1985        | 1,83 m | Hornets de La Nouvelle-Orléans, NBA (États-Unis) |
| 11 | Chris Bosh      | 4     | 24 mars 1984      | 2,08 m | Raptors de Toronto, NBA (Canada)                 |
| 12 | Dwight Howard   | 5     | 8 décembre 1985   | 2,11 m | Magic d'Orlando, NBA (États-Unis)                |
| 13 | Brad Miller     | 5     | 12 avril 1976     | 2,11 m | Kings de Sacramento, NBA (États-Unis)            |
| 14 | Elton Brand     | 4     | 11 mars 1979      | 2,03 m | Clippers de Los Angeles, NBA (États-Unis)        |
| 15 | Carmelo Anthony | 3     | 29 mai 1984       | 2,05 m | Nuggets de Denver, NBA (États-Unis)              |

Sélectionneur : Mike Krzyzewski
Assisté de : 

### Italie
| #  | Nom                | Poste | Date de Naissance | Taille | Club actuel               |
| -- | ------------------ | ----- | ----------------- | ------ | ------------------------- |
| 4  | Marco Belinelli    | 2     | 25 mars 1986      | 1,96 m | Climamio Bologne, Italie  |
| 5  | Gianluca Basile    | 2     | 24 janvier 1975   | 1,92 m | FC Barcelone, Espagne     |
| 6  | Stefano Mancinelli | 3     | 17 mars 1983      | 2,03 m | Climamio Bologne, Italie  |
| 7  | Matteo Soragna     | 1     | 26 décembre 1975  | 1,97 m | Benetton Trévise, Italie  |
| 8  | Denis Marconato    | 5     | 29 juillet 1975   | 2,11 m | FC Barcelone, Espagne     |
| 9  | Marco Mordente     | 1-2   | 7 janvier 1979    | 1,90 m | Benetton Trévise, Italie  |
| 10 | Andrea Pecile      | 1     | 30 mars 1980      | 1,87 m | Montepaschi Siene, Italie |
| 11 | Andrea Michelori   | 3     | 20 février 1978   | 2,03 m | Virtus Bologne, Italie    |
| 12 | Mason Rocca        | 4     | 6 novembre 1977   | 2,04 m | Carpisa Napoli, Italie    |
| 13 | Fabio Di Bella     | 1     | 13 décembre 1978  | 1,87 m | Virtus Bologne, Italie    |
| 14 | Luca Garri         | 5     | 3 janvier 1982    | 2,07 m | Lottomatica Rome, Italie  |
| 15 | Angelo Gigli       | 4     | 4 juin 1983       | 2,07 m | Benetton Trévise, Italie  |

Sélectionneur : Carlo Recalcati
Assisté de : 

### Porto Rico
| #  | Nom              | Poste | Date de Naissance | Taille | Club actuel                             |
| -- | ---------------- | ----- | ----------------- | ------ | --------------------------------------- |
| 4  | Peter John Ramos | 5     | 23 mai 1985       | 2,22 m | Wizards de Washington, NBA (États-Unis) |
| 5  | Angelo Reyes     | 4     | 18 septembre 1982 | 2,05 m | Criollos de Caguas, Porto Rico          |
| 6  | Bobby Joe Hatton | 1-2   | 11 octobre 1977   | 1,88 m | Leones de Ponce, Porto Rico             |
| 7  | Carlos Arroyo    | 1     | 30 juillet 1979   | 1,88 m | Magic d'Orlando, NBA (États-Unis)       |
| 8  | Rick Apodaca     | 2     | 1er juillet 1980  | 1,95 m | Polpak Świecie, Pologne                 |
| 9  | Christian Dalmau | 1-2   | 29 août 1975      | 1,92 m | Prokom Trefl Sopot, Pologne             |
| 10 | Larry Ayuso      | 2     | 27 mars 1977      | 1,92 m | Capitanes de Arecibo, Porto Rico        |
| 11 | Antonio Latimer  | 3     | 26 novembre 1978  | 2,00 m | Atléticos de San Germán, Porto Rico     |
| 12 | Filiberto Rivera | 1     | 28 septembre 1982 | 1,87 m | Criollos de Caguas, Porto Rico          |
| 13 | Manuel Narvaez   | 5     | 18 décembre 1981  | 2,11 m | Leones de Ponce, Porto Rico             |
| 14 | Carmelo Lee      | 3     | 7 juin 1977       | 2,00 m | Guaynabo Conquistadores, Porto Rico     |
| 15 | Daniel Santiago  | 5     | 24 juin 1976      | 2,16 m | Unicaja Málaga, Espagne                 |

Sélectionneur : Julio Toro
Assisté de : 

### République populaire de Chine
| #  | Nom            | Poste | Date de Naissance | Taille | Club actuel                               |
| -- | -------------- | ----- | ----------------- | ------ | ----------------------------------------- |
| 4  | Chen Jianghua  | 1     | 12 mars 1989      | 1,87 m | Guangdong Southern Tigers, Chine          |
| 5  | Liu Wei        | 1-2   | 15 janvier 1980   | 1,90 m | Shanghai Sharks, Chine                    |
| 6  | Zhang Qingpeng | 1     | 23 janvier 1985   | 1,90 m | Liaoning Hunters, Chine                   |
| 7  | Wang Shipeng   | 3     | 6 avril 1983      | 1,97 m | Guangdong Southern Tigers, Chine          |
| 8  | Zhu Fangyu     | 3     | 5 janvier 1983    | 2 m    | Guangdong Southern Tigers, Chine          |
| 9  | Sun Yue        | 1-2   | 6 novembre 1985   | 2,06 m | Beijing Olympians, ABA (États-Unis/Chine) |
| 10 | Zhang Songtao  | 4     | 17 juin 1985      | 2,12 m | Beijing Olympians, ABA (États-Unis/Chine) |
| 11 | Yi Jianlian    | 4     | 27 octobre 1987   | 2,12 m | Guangdong Southern Tigers, Chine          |
| 12 | Mo Ke          | 5     | 8 septembre 1982  | 2,08 m | Bayi Rockets, Chine                       |
| 13 | Yao Ming       | 5     | 12 septembre 1980 | 2,26 m | Rockets de Houston, NBA (États-Unis)      |
| 14 | Wang Zhizhi    | 5     | 8 juillet 1979    | 2,14 m | Bayi Rockets, Chine                       |
| 15 | Du Feng        | 3     | 30 juillet 1981   | 2,03 m | Guangdong Southern Tigers, Chine          |

Sélectionneur :  Jonas Kazlauskas
Assisté de : 

### Sénégal
| #  | Nom               | Poste | Date de Naissance | Taille | Club actuel                            |
| -- | ----------------- | ----- | ----------------- | ------ | -------------------------------------- |
| 4  | Makhtar N'Diaye   | -     | 12 décembre 1973  | 2,08 m | Levallois Sporting Club Basket, France |
| 5  | El Kabir Pene     | 1     | 18 décembre 1984  | 1,90 m | Stade Clermontois, France              |
| 6  | Pape Ibrahim Faye | -     | 19 mai 1987       | 1,92 m | Al Rayyan, Qatar                       |
| 7  | Babacar Cissé     | 1     | 2 décembre 1976   | 1,89 m | JA Vichy, France                       |
| 8  | Sitapha Savané    | -     | 10 novembre 1978  | 2,01 m | CB Gran Canaria, Espagne               |
| 9  | Maleye N'Doye     | -     | 19 août 1980      | 2,03 m | JDA Dijon, France                      |
| 10 | Mamadou Diouf     | -     | 17 août 1977      | 1,97 m | Sendai 89ers, Japon                    |
| 11 | Jules Richard Aw  | -     | 25 décembre 1986  | 2,01 m | AS Bopp Basket Club, Sénégal           |
| 12 | Moustapha Niang   | -     | 20 août 1983      | 2,06 m | Chorale de Roanne, France              |
| 13 | Mamadou N'Diaye   | -     | 16 juin 1975      | 2,13 m | PAOK Salonique, Grèce                  |
| 14 | Ndongo N'Diaye    | -     | 13 avril 1977     | 2,14 m | Primeiro de Agosto, Angola             |
| 15 | Malick Badiane    | -     | 1er janvier 1984  | 2,11 m | Francfort Skyliners, Allemagne         |

Sélectionneur : Moustapha Gaye
Assisté de : 

### Slovénie
| #  | Nom                 | Poste | Date de Naissance | Taille | Club actuel                            |
| -- | ------------------- | ----- | ----------------- | ------ | -------------------------------------- |
| 4  | Goran Jurak         | 4     | 3 avril 1977      | 2,03 m | Pallacanestro Cantù, Italie            |
| 5  | Jaka Lakovič        | 1     | 9 juillet 1978    | 1,86 m | FC Barcelone, Espagne                  |
| 6  | Sašo Ožbolt         | 1     | 4 avril 1981      | 1,89 m | Olimpija Ljubljana, Slovénie           |
| 7  | Sani Bečirović      | 2     | 19 mai 1981       | 1,95 m | Fortitudo Bologne, Italie              |
| 8  | Radoslav Nesterovič | 5     | 30 mai 1976       | 2,14 m | Spurs de San Antonio, NBA (États-Unis) |
| 9  | Beno Udrih          | 1     | 5 juillet 1982    | 1,88 m | Spurs de San Antonio, NBA (États-Unis) |
| 10 | Boštjan Nachbar     | 3     | 3 juillet 1980    | 2,07 m | Nets du New Jersey, NBA (États-Unis)   |
| 11 | Želimir Zagorac     | 4-5   | 9 mars 1981       | 2,04 m | KK Domžale, Slovénie                   |
| 12 | Marko Milič         | 2-3   | 7 mai 1977        | 2 m    | Olimpija Ljubljana, Slovénie           |
| 13 | Goran Dragić        | 1     | 6 mai 1986        | 1,90 m | Slovan Ljubljana, Slovénie             |
| 14 | Uroš Slokar         | 4     | 14 mai 1983       | 2,10 m | Benetton Trévise, Italie               |
| 15 | Primož Brezec       | 5     | 2 octobre 1979    | 2,13 m | Bobcats de Charlotte, NBA (États-Unis) |

Sélectionneur :  Aleš Pipan
Assisté de : 

## Galerie

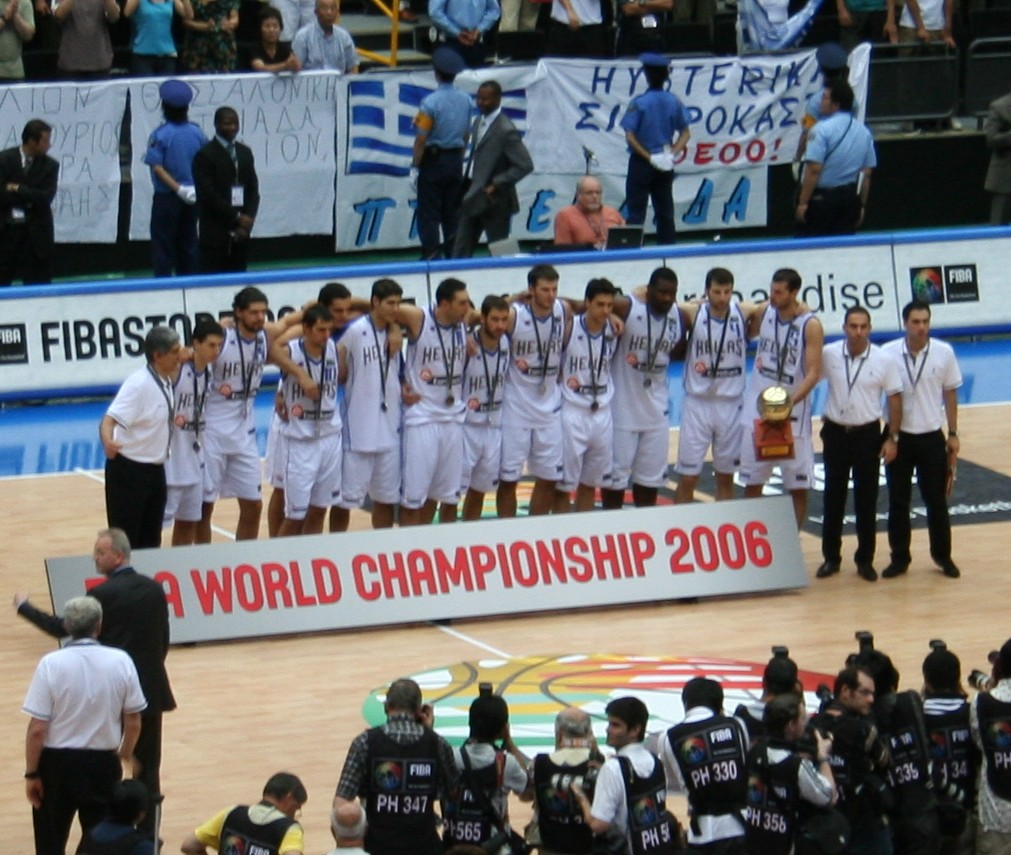
L'équipe grecque
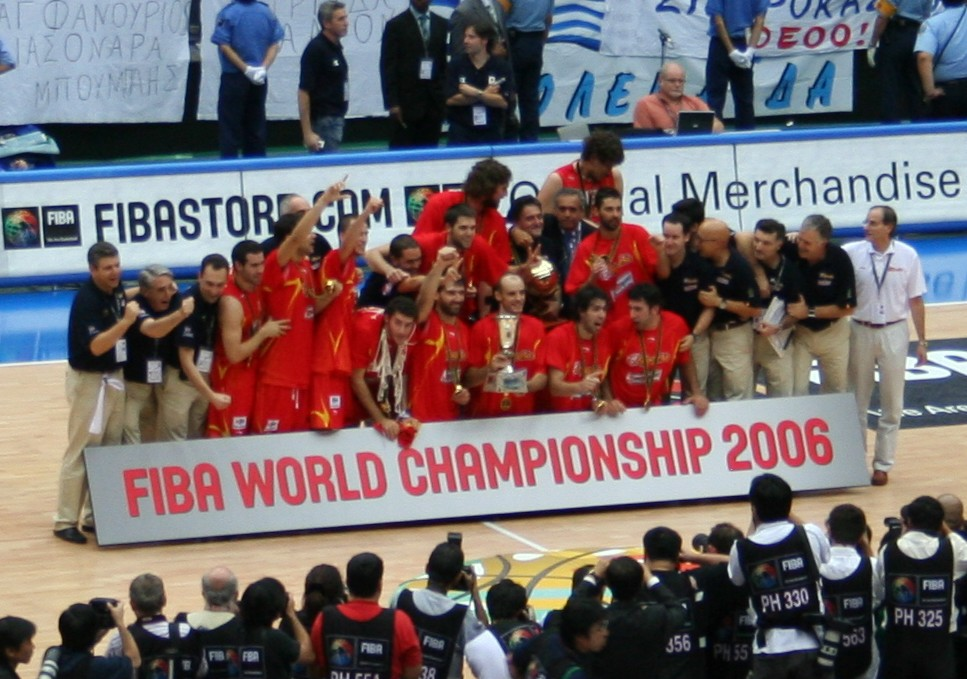
L'équipe espagnole